# Alexander Pope
Alexander Pope (Londres, 21 de mayo de 1688- Londres, 30 de mayo de 1744) fue un poeta inglés, uno de los más reconocidos del siglo XVIII, destacado particularmente por sus traducciones de Homero, su edición de las Obras de Shakespeare y su poesía satírica, filosófica y moral. Fue la figura dominante de la llamada «Poesía augusta» y perteneció al satírico club Scriblerus en Londres.

## Biografía
Como nació en una familia católica de comerciantes, y por tanto recusant, fue educado principalmente en su casa hasta los doce años por sacerdotes católicos puesto que las leyes en vigor sostenían la posición de la Iglesia de Inglaterra como religión del Estado e impedían a los católicos acceder a una educación convencional anglicana incluso en la universidad; su tía le enseñó a leer a los cuatro años y acudió también a algunas escuelas católicas clandestinas; después tuvo una formación amplia, pero autodidacta, en la que aprendió idiomas y leyó mucha literatura inglesa, francesa, italiana, latina y griega.
Desde su juventud sufrió de varios problemas de salud, incluyendo el mal de Pott (una forma de tuberculosis que afecta la columna vertebral), lo que deformó su cuerpo y atrofió su crecimiento hasta una altura de solo 1.37 m (4 pies 6 pulgadas). En 1700 su familia se trasladó a una gran casa en Binfield (Berkshire), en el bosque de Windsor, que describió en uno de sus poemas. En 1717 el poeta se trasladó a una modesta casa de campo en Twickenham, junto al Támesis, al oeste de Londres, donde vivió hasta su muerte.
Aunque nunca se casó, tuvo muchas amigas a quienes escribía ingeniosas cartas, incluida lady Mary Wortley Montagu, quien rechazó con grandes carcajadas su oferta de matrimonio, y, al parecer, su amiga de toda la vida, Martha Blount, fue también su amante.[cita requerida]

### Escritura
Aunque había escrito poesía desde los doce años (Ode on solitude, 1700, donde ya se expresa su deseo de serenidad y equilibrio clásico), se considera que su primera contribución importante al mundo literario fue su Ensayo sobre la crítica, que publicó en 1711, a los 23 años de edad. Defiende en este poema el neoclasicismo holandés; él mismo era un partidario ferviente de la perfección clásica, y sus limados y sentenciosos versos, casi siempre en dísticos heroicos y pentámetro yámbico, presentan una gran calidad de forma y contenido: no en vano es el escritor inglés más citado después de William Shakespeare y Alfred Tennyson en el Oxford Dictionary of Quotations/Diccionario Oxford de citas y sus obras alcanzaron entonces fama europea, aunque hoy en día su figura ha quedado un tanto ensombrecida.[cita requerida]
Al Ensayo sobre la crítica siguió El rizo robado (1712, edición revisada en 1714), su poema más conocido; Eloisa a Abelardo y la Elegía a la memoria de una dama (1717). Escribió también varios trabajos más cortos, de los cuales los mejores quizá son las epístolas a Martha Blount. De 1715 a 1720, trabajó en la traducción de la Ilíada, de Homero y, animado por la excelente acogida de su trabajo, tradujo también la Odisea (1725-1726), junto a William Broome y Elijah Fenton.[cita requerida]
El éxito comercial de sus traducciones convirtió a Pope en el primer poeta inglés en poder vivir únicamente de los créditos generados por sus obras, «sin deudas a príncipe alguno u hombre para que viva», como él mismo dijo. Durante este período, Pope también publicó una importante edición de Shakespeare que «regularizaba» su métrica de manera discreta, según la unidad de estilo que su neoclasicismo le imponía.[cita requerida]
Cuando Lewis Theobald y otros eruditos en el tema atacaron la edición de Pope, la furia de este se desató e inspiró la primera versión de su famosa sátira «The Dunciad / La Neciada» (1728), primero de los poemas satíricos y morales de su período final, que alcanzó tres ediciones sucesivamente corregidas y ampliadas y es fundamentalmente una crítica del mal gusto en todos los órdenes, principalmente en el literario, una lucha épica entre la Ilustración y el oscurantismo, ganada por este último. Pero su principal aportación fue introducir el tema filosófico en la poesía, algo en lo que fue imitado y seguido por el ilustrado español Cándido María Trigueros; su obra maestra en ese campo es su Ensayo sobre el hombre (1734), donde de nuevo muestra su apego por el equilibrio y la serenidad de lo clásico:

El estudio propio del hombre es el hombre. Situado en una especie de istmo, es un ser en estado mixto, oscuramente hábil, groseramente grandioso, con demasiados conocimientos para mantener la duda escéptica y excesiva debilidad para persistir en una soberbia estoica. Aparece como suspendido entre dos extremos, en la incertidumbre de actuar o de no hacer nada, de creerse un dios o un bruto, de dar preferencia al espíritu o al cuerpo. Solo ha nacido para morir; solo razona para extraviarse; y es de tal índole esta razón, que se extravía igualmente tanto si piensa demasiado como si piensa demasiado poco; metido en un caos de razonamientos y de pasiones, todo es confuso para él; creado en parte para elevarse y en parte para caer, es dueño de todas las cosas y esclavo a su vez de ellas; es único juez de la verdad y se precipita de continuo en el error; es a la vez la gloria, el juguete y el enigma del mundo. Apresúrate, criatura sorprendente: sube hasta donde las ciencias te lleven; mide la Tierra, pesa el aire, regula las mareas, enseña a los planetas el camino que deben recorrer; corrige los tiempos pasados y guía el Sol. ¡Anda a enseñarle a la Sabiduría Eterna cómo debe gobernar! Después, vuelve en sí y... ¿qué encuentra en él? Solo estupidez. A. Pope, Essay on Man

Otros de los poemas más significativos de aquella época fueron sus «Ensayos sobre la moral» (1731 – 1735), «Imitaciones de Horacio» (1733-1738), la «Epístola a Arbuthnot» (1735), el ya citado «Ensayo sobre el hombre» (1734) y una edición extendida a cuatro libros de «la Dunciada» (1742), en la cual el dramaturgo Colley Cibber tomó el lugar de "héroe" del mal gusto que Theobald ocupaba.

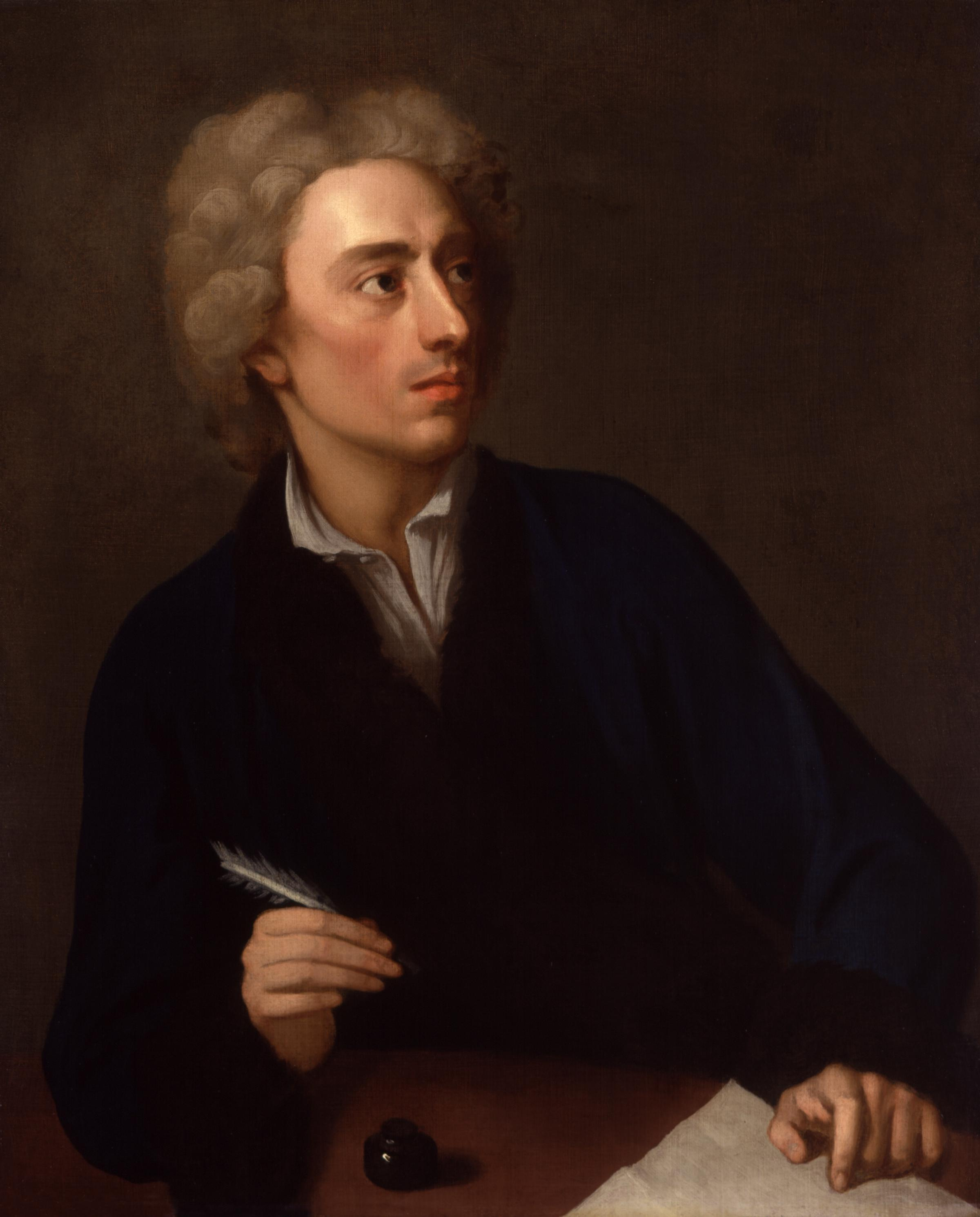
Alexander Pope, hacia 1727.

Pope trató directamente los problemas intelectuales, políticos y religiosos más importantes de su era. Fue él quien desarrolló el pareado heroico más allá de lo que ningún poeta había logrado anteriormente. Los grandes poetas que le siguieron lo usaron menos que aquellos que le precedieron, pues para ellos había disminuido su utilidad.[cita requerida]
Pope escribió igualmente un epitafio, ahora famoso, para Isaac Newton:
La naturaleza y sus leyes yacían ocultas en la noche;
dijo Dios “que sea Newton” y todo se hizo luz.
(Nature and nature's laws lay hid in night;
God said 'Let Newton be' and all was light.)[cita requerida]
A lo que John Collings Squire agregó luego el pareado: 
Pero esto no duró, pues el diablo exclamó:
“que Einstein sea”, y el dilema restauró.
(It did not last: the devil, shouting “Ho.
Let Einstein be” restored the statu quo.)[cita requerida]
Jonathan Swift era su amigo y aliado. En 1720, Pope formó el satírico Scriblerus Club junto con Swift y otros amigos (incluyendo al fabulista John Gay, y a Arbuthnot). Sus últimas obras, Imitaciones de Horacio (1733-1739), fueron ataques a los enemigos políticos de estos amigos.

## Obras

### Obras mayores
- 1709: Pastorals
- 1711: An Essay on Criticism / Ensayo sobre la crítica
- 1712: Messiah, poema en latín.
- 1712: The Rape of the Lock / El rizo robado (alargado en 1714), poema satírico.
- 1713: Windsor Forest / El bosque de Windsor
- 1715-1720: Traducción de la Iliada de Homero
- 1717: De Eloísa a Abelardo
- 1717: Three Hours After Marriage, con otras.
- 1717: Elegy to the Memory of an Unfortunate Lady
- 1723-1725: The Works of Shakespeare, edición de las obras de Shakespeare en seis volúmenes.
- 1725-1726: Traducción de la Odisea de Homero.
- 1727: Peri Bathous, Or the Art of Sinking in Poetry
- 1728: The Dunciad, epopeya burlesca.
- 1733-1734: Essay on Man / Ensayo sobre el hombre, poema filosófico.
- 1735: The Prologue to the Satires

### Otras obras
- 1701: Ode on Solitude